# Willem Beijerinck (1857-1900)
Willem  Beijerinck (Ambon, 29 april 1857 - Hatert, 13 juli 1900) was Nederlands ambtenaar in Nederlands-Indië. Hij was een telg van de familie Beijerinck.

## Jeugd en opvoeding
Willem was een zoon van Pieter Johannes Gerardus Beijerinck en de "inlandse vrouw" (njaj) van Chinese afkomst, Jin Bien Njo (zij wordt in akten ook wel Bingnio genoemd).  Hij is op driejarige leeftijd naar Nederland gestuurd voor zijn opvoeding. hij ging in Nederland naar de lagere school en de HBS, waarna hij naar de Indische Instelling in Delft ging om opgeleid te worden voor Ambtenaar voor de Nederlands-Indische overheid.

## Lampongse districten en de Krakatau

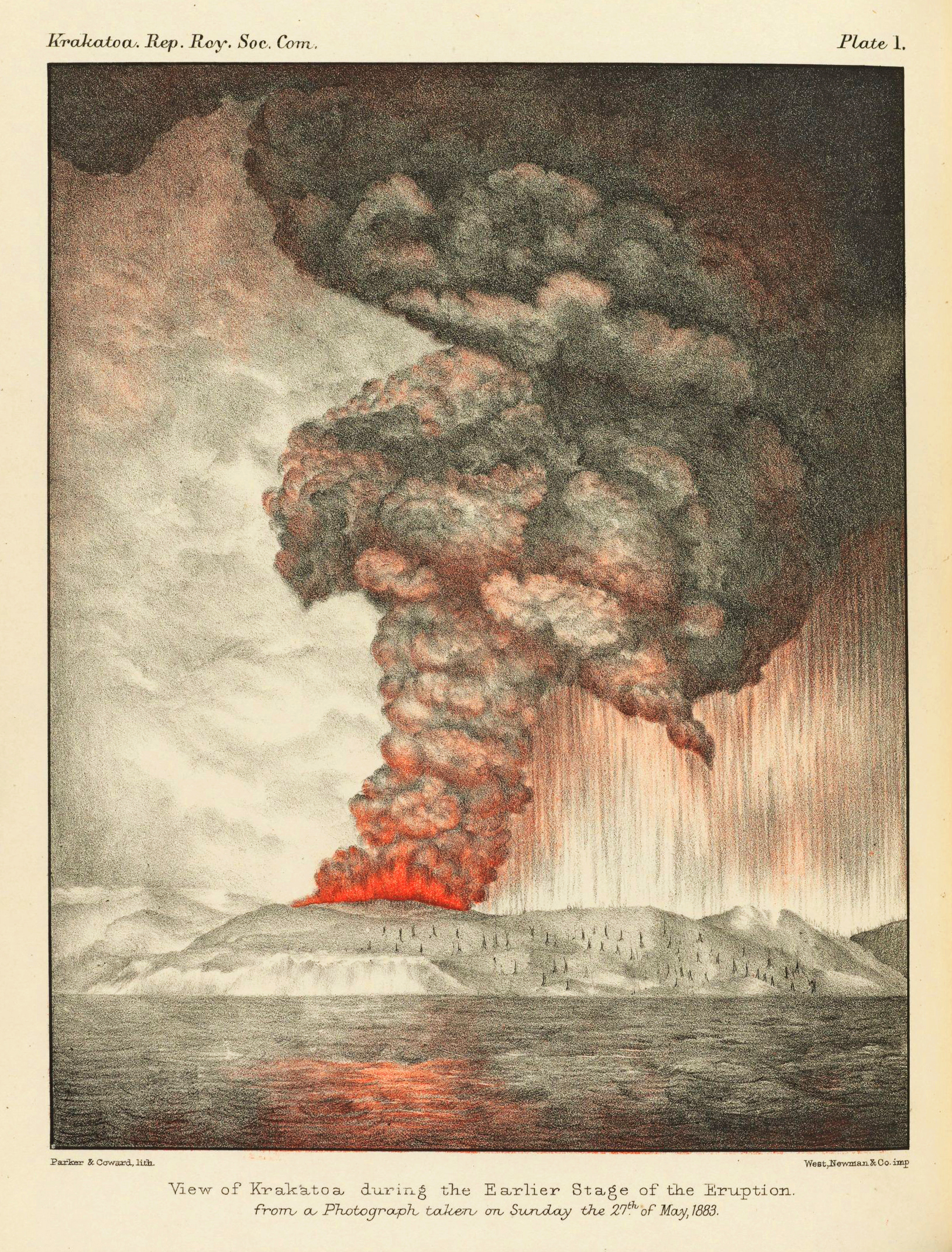
Lithografie op basis van een foto van 27 augustus 1883 (Houghton Library, Harvard University)

In 1875 werd hij geplaatst in de residentie Lampongse districten als controleur (assistent-resident) van het district  Ketimbang, gelegen aan de zuidkust van Sumatra bij Tekukbetung, 25 km van de Krakatau vandaan. Samen met zijn gezin maakte hij de uitbarsting van de Krakatau op 27 augustus 1883 mee. Zijn vrouw Johanna Elisabeth Beijerinck - Van der Ven (1857-1933) hield een dagboek bij. In 2006 is er door de BBC een film over gemaakt (Krakatoa: The Last Days). Dit is een gedramatiseerd verhaal, maar de kern berust op het dagboek van Johanna. Dit dagboek wordt onder andere geciteerd door Scarth (1999). Een ander verslag over wat de familie overkomen is verscheen in Het Vaderland van 13 oktober 1883. Dit is een brief van een (niet gedefinieerde) bekende van de familie Beijerinck gericht aan kennissen in Nederland. Uit het verslag volgt dat er eerst een aardbeving en een kleine tsunami was, en dat de daaropvolgende dag de grote explosie plaats vond.
Maandagochtend was de lucht nog helder en scheen de zon; langzamerhand echter werd het donker en mistig. Men hoorde vreeselijke geluiden van den kant van Krakatau; geluiden als donder en schoten, zooals reeds vroeger gehoord waren, doch nu veel heviger. Dit eindigde met een steenregen omstreeks half 12 ’s morgens; eerst vielen kleinere steenen, daarna al grootere, tot zij ongeveer de grootte vaneen vuist hadden. Om halféen ’s middags was het geheel donker geworden en begon een zware aschregen. Spoedig werd de asch zoo gloeiend, dat zij dachten er in te zullen stikken. De heete asch werd met geweld door de reten van den houten vloer gedreven, zoodat W. vermoedde, dat deze van de plaats zelve kwam. Hun toestand in de duisternis met het geschreeuw der kinderen, terwijl de heete asch hen verschroeide, was vreeselijk. Betsy was zóo radeloos, dat zij met alle moeite naar de deur tastte en uit het huis vluchtte; Willem zocht naar een schaar (die hij even te voren gebruikt had om te trachten een nachtlampje in orde te maken) met het voornemen om door zich en de andere te vermoorden, een einde aan hun lijden te maken.
De gloeiende aschregen duurde omstreeks een kwartier; toen hield die op, doch de koude aschregen en daarmede de duisternis hield nog aan. Willem ging met de kinderen naar buiten en vond Betsy door te roepen, daar men nog niets kon zien.

Toen het langzamerhand lichter werd, was hun huis ingenomen door inlanders, die er hun gewonden en dooden heenbrachten; reeds een aantal lijken lagen daarbinnen, zoodat er geen mogelijkheid bestond het weer te betrekken. Zóo moesten zij dus elders een heenkomen zoeken en trokken eenige dagen inden treurigsten toestand, met brandwonden bedekt rond. Dinsdagmorgen verloren zij daarbij den kleinen Njo, pas 14 maanden oud; zij moesten hem daar achterlaten. Na een paar dagen kwamen zij eindelijk ineen kampong terecht, waar zij wat eten kregen en een weinig konden rusten.

Betsy is de echtgenote Johanna Elisabeth, Njo is hun zoontje Willem Frederik Arnold. De brief is door Willem gedicteerd, omdat hij door de brandwonden aan zijn handen zelf niet kan schrijven. Er is vrij snel door het gouvernement geprobeerd een reddingsmissie op te zetten, maar dat ging heel moeizaam omdat veel haventoegangen en baaien voor schepen ontoegankelijk waren geworden door as en puin. In zijn brief schrijft Willem hierover:
Een paar dagen later, Zaterdag 1 September, kwam eindelijk geheel toevallig hulp opdagen in een stoomschip, dat inde nabijheid kwam. De hopperbarge “Kediri” van de Bataviasche havenwerken was met den inspecteur van den post- en telegraafdienst Eppler naar Telok Betong gezonden om den kabel op te sporen. Zij had echter door de vele puimsteen Telok Betong niet kunnen bereiken; E. hoopte toen over land door de afdeeling Katimbang daarheen te kunnen komen. En zoo kwamen zij in de baai van Kalie Anda terecht, waar inde buurt zich de vluchtelingen bevonden. Deze baai, anders gevaarlijk, was nu goed te bereiken, daar de rotsen en karangs daarin door de uitbarsting waren verdwenen.
Het Hoofd van K. Anda gaf, zooals hij W. beloofd had, onmiddellijk seinen, toen hij een stoomschip zag, en berichtte, dat inde buurt Europeanen waren. W. en de zijnen werden toen naar beneden gedragen en aan boord gebracht. Zondagmorgen, 2 dezer, kwamen zij te Tandjong-Priok aan en werden onmiddellijk naar het Militair hospitaal alhier vervoerd, waar zij nu verpleegd worden.
Ziedaar het verhaal van hun vreeselijke lotgevallen; het is onbegrijpelijk, dat men zoo iets kan doorstaan, met vreeselijke wonden zonder eenige verpleging dagen lang te moeten rondzwerven ineen verwoeste streek! De wonden zijn zeer pijnlijk door de asch, die er nog inzit en niet weg te nemen is zonder het vel te nemen; dit gebeurt nu langzamerhand.

Van de hoofdplaats der Lampongs, Telok Betong, moet, naar W. vernomen heeft, niets zijn terecht gekomen; alle Europeanen behalve den resident zouden zijn omgekomen. Dit is ook het lot geweest van allen, die aan de kust woonden; wij mogen dus wel verheugd zijn, dat Willem met vrouw en kinderen zich nog door de vlucht naar het gebergte hebben kunnen bergen voor de vloedgolf, die tot een hoogte van 100 voet opkwam en alles aan de kust vernielde.
Een hopperbarge is de lokale benaming voor een klein stoomschip voor transport van vracht. De explosie van de Krakatau was op maandagavond en pas op de zaterdag daarna lukte het de familie (bij toeval) te vinden.
De familie is op verhaal gekomen in Batavia, en Willem heeft formeel een maand verlof gekregen om te genezen. Zijn functie was inmiddels overgenomen door een collega uit een naburig district. In oktober 1883 keerde Willem Beijerinck terug naar zijn afdeling in de Lampongse districten om in te schatten hoeveel schade er daar was geleden. In die maand heeft het gouvernement een missie naar Zuid Sumatra gestuurd om de na te gaan of de hulpgelden juist besteed waren (uit het Kakataufonds). Hierover is in de krant "De Nieuwe Vorstenlanden" uitgebreid verslag gedaan.
Op aanwijzing van Beijerinck is besloten om gedurende 7 maanden (dat is tot de volgende oogst) aan de betroffen kampongs rijst en zout te verstrekken; verder rijstketels en landbouwwerktuigen. Verder is er door de commissie atap (palmbladeren voor dakbedekking) beschikbaar gesteld. Voor de opslag van de hulpgoederen is in Kalinda een loods gebouwd en is er een laadboot gestationeerd. Ook de afdelingen Telok Betong en Semangka kregen dit soort hulp. Verder kregen de verschillende lokale hoofden een financiële ondersteuning. In het verslag in de krant worden lijsten gegeven wat er allemaal betaald is, en door sommigen werden bepaalde posten beschouwd als "overbodig". Maar over het geheel genomen was met heel tevreden over de hulp.
Hierbij moet gerealiseerd worden dat er op dat moment bij de Nederlandse overheid de vrees heerste dat de explosie van de Krakatau door sommige extremistische moslims aangegrepen zo worden om in opstand te komen tegen het koloniale gezag. Daarom was het nodig om enigszins ruimhartig met de noodhulp om te gaan. Dit was ook de aanleiding om direct na de Krakatau-ramp Christiaan Snouck Hurgronje in dienst te nemen als een soort spion en informant om hierover meer te begrijpen.

## Noord Celebes
Na afhandeling van de inventarisatie van de schade in Lampong werd hij volgens Van 't Veer overgeplaatst naar Ratahan op Noord-Celebes om vervolgens assistent-resident te worden in Sibolga (Tapanoeli, Sumatra) en daarna in de Zuider-districten van Celebes en in Makassar. In  september 1884 is hij controleur 1e klasse en wordt hij geplaatst door de resident van Manado in de afdeling Belang. In juni 1886 heeft hij het notarisexamen met glans afgelegd. In 1884 was hij verantwoordelijk voor de politie in Makassar, en had daar onder andere de verantwoordelijkheid voor het verkeer. Hij probeert een functie op Java te krijgen, maar dat is klaarblijkelijk niet gelukt.
Maar het gaat niet best met zijn gezondheid, en in jan 1893 heeft hij een jaar verlof naar Europa gevraagd (wegens langdurige dienst, dus niet vanwege zijn gezondheid).
De bedoeling is om in 1896 naar Europa te gaan, maar, de Java-Bode meldde op 20 april 1896 dat Willem Beijerinck niet in Surabaya aan boord van de Lawoe heeft kunnen gaan: “Hy lydt zoo hevig aan de nieren dat een voortzetting van de reis volgens geneeskundigen niet zonder gevaar had kunnen geschieden.” Zodra het wel kon is het gezin wel naar Europa vertrokken en met ingang van1 mei 1899 eervol uit 's-lands dienst ontslagen "wegens physieke ongeschikheid".

## Privé
Hij is op 28 april 1875 in Pontianak gehuwd met Johanna Elisabeth van der Ven (1857-1933). Zij was de dochter van de militaire commandant van de westerafdeling van Borneo, de kolonel Van der Ven.  Zij hadden zes kinderen:  Wilhelmina (19 oktober 1877), Pieter Johannes Gerardus  (1881-1960) ,Willem Frederik Arnold  (juni 1882-1883), Lucie Henriette (10 augustus 1884, geboren in Manado, schiereiland Minahasa, Celebes), Emma Louise (16 april 1886, ook geboren in Manado) en Willem (3 maart 1891, geboren in Sibolga in Tapanuli, west Sumatra). Willem Frederik Arnold is overleden aan brandwonden t.g.v. de uitbarsting van de Krakatau. Na terugkeer in Nederland (in verband met de ziekte van Willem) ging het gezin in Nijmegen wonen, waar nogal wat familie woonde. In september 1899 is het gezin ingeschreven in de Burgerlijke Stand van Nijmegen. Op de gezinskaart is aangegeven dat Willem gepensioneerd Assistent-resident was. Pieter staat daar niet bij, die was al eerder naar Parijs gegaan en woonde tot het overlijden van zijn moeder in Parijs.
Volgens Van 't Veer is Willem aan zijn nierziekte overleden in de badplaats Bad Wildungen in Duitsland. Volgens de Burgerlijke Stand van Nijmegen is hij in Nijmegen overleden. Hun (oudste) zoon Willem trouwde op 24 juli 1918 in Den Haag. Willem was toen 27 jaar. Hij was civiel ingenieur.
De zuster van Willem, Anne, is gelijk, of vrijwel gelijk, met Willem als kind naar Nederland gekomen, is daar opgegroeid en teruggekeerd naar Nederlands-Indië, waar zij in mei 1863 getrouwd is met de zoon van een machinefabrikant uit Surabaya. Op haar reis is het boek van haar nicht  Henriette Wilhelmina Beijerinck (1836 - 1906) Het mooiste meisje aan boord gedeeltelijk geïnspireerd. De krant adverteert: "prijs f 2,50, een roman van juffrouw H.W. Beijerinck, die leert hoe de liefde onderscheid van rang en stand te boven kan komen"